# Lydia (nummer)
Lydia is een nummer van de Amerikaanse zanger Dean Friedman uit 1978.
Hoewel Friedman in de Verenigde Staten wordt gezien als one hit wonder vanwege zijn single "Ariel" uit 1977, was in Nederland juist "Lydia" zijn enige hit. Het nummer stond in 1979 vijf weken in de Nederlandse Top 40 met de 29e positie als hoogste plek. In de Nationale Hitparade kwam de single niet verder dan de 36e positie. Ondanks dit zeer beperkte hitsucces wist het nummer vier maal de Top 2000 te halen. In 2019 namen Anne Soldaat en Yorick van Norden een cover van het nummer op.

## NPO Radio 2 Top 2000
| Nummer met noteringen in de NPO Radio 2 Top 2000 | '99  | '00 | '01  | '02  | '03 | '04  |
| ------------------------------------------------ | ---- | --- | ---- | ---- | --- | ---- |
| Lydia                                            | 1560 | -   | 1838 | 1787 | -   | 1835 |

1. ↑  Een '-' betekent dat het nummer niet was genoteerd en een vetgedrukt getal geeft de hoogste notering aan.
2. ↑  Deze tabel is bijgewerkt tot en met de laatste editie (2024).